# Josef Hedinger
Josef Hedinger, właśc. Joseph William Hedinger (ur. 1 lutego 1987 w Forth Smith w stanie Arkansas) – amerykański piosenkarz, kompozytor, producent, autor tekstów i multiinstrumentalista. Jego ojciec jest z pochodzenia Duńczykiem.

## Życiorys
Josef Hedinger jest multi - instrumentalistą, kompozytorem i producentem piosenek. Jest autorem wszystkich tekstów swoich utworów. Rozpoczął naukę śpiewu i gry na pianinie jako 11–latek, w szkole muzycznej w Nashville. Od wielu lat mieszka i tworzy Los Angeles, gdzie koncertował m.in. w takich klubach i salach koncertowych jak: The House of Blues, The Viper Room, The Troubadour, The Key Club, The Temple Bar, czy Room 5. Jesienią 2008 jego piosenka „About being alone” została wykorzystana w programie „You Can Dance” w Polsce. Josef Hedinger specjalizuje się w melodyjnych balladach,  miesza style takie jak soul, R&B czy hip hop.

## 2008 – 2010: Polska
We wrześniu 2008 roku, w trzeciej edycji programu „You can dance” nadawanego w telewizji TVN, jeden z tancerzy; Jakub Mędrzycki wykorzystał piosenkę Josefa „About being alone” w trakcie jednego ze swoich występów. Piosenka „About being alone”  znalazła się 4 razy na 1 miejscu na listach przebojów Radia Eska i Radia Zet. Popularność przeboju w Polsce zaowocowała w październiku 2008 wizytą Josefa Hedingera w Warszawie podczas której wystąpił na żywo na antenie TVN, udzielił szeregu wywiadów, a także zasiadł na widowni programu „You can dance”. Utwór znajdował się m.in. na playlistach Radia Zet, Radia Eska i Radia Plus, natomiast w styczniu 2009 miała miejsce premiera drugiego singla Josefa – „Let me be yours”. Utwór grany był antenie Radia Plus.
Od początku 2009 roku trwały prace nad debiutanckim albumem Josefa. Krążek nagrywany był w studiach w Los Angeles, część mixów i mastering wykonano także w studiach w Warszawie. Josef podpisał na początku roku kontrakt płytowy z wytwórnią Warner Music, a jego debiutancki krążek o tytule nawiązującym do jego największego przeboju: „About being alone” miał swoją premierę 27 kwietnia 2009. W ramach promocji płyty Josef po raz drugi odwiedził Polskę. W trakcie swojego pobytu nakręcił do „About being alone” teledysk, do udziału w którym zaprosił znanych z polskiej edycji programu TVN „You can dance” tancerzy. Po raz kolejny był też gościem Dzień Dobry TVN W ramach promocji płyty wystąpił także na Eska Music Awards 2009.
Na wiosnę w stacjach radiowych pojawiła się promująca płytę odświeżona wersja „About being alone”, natomiast teledysk do piosenki po premierze na portalu Onet.pl zagościł na playlistach muzycznych stacji telewizyjnych (MTV, WH1, VIVA). W czerwcu 2009 roku na anteny rozgłośni radiowych w Polsce trafił drugi oficjalny singiel promujący płytę Josefa pt. „One wish us” piosenka zagościła na antenach ogólnopolskich i regionalnych rozgłośni radiowych m.in. Radia Eska, Radia Zet, czy Radia RMF MAXXX. Josef reprezentował Stany Zjednoczone w finale 46. Międzynarodowego Sopot Festival 2009 wykonując piosenkę „About being alone”.

## 2009 – 2010: Indonezja
W wakacje 2009 roku, pierwszy singiel Josefa „About being alone” dotarł do pierwszego miejsca listy przebojów radiostacji na wyspie Bali. Stworzyło to Josefowi okazję do zaistnienia w Indonezji. Debiutancki krążek Josefa pt. „About being alone” został wydany w tym kraju w listopadzie 2009 roku. Premierze płyty (wydanej przez Warner Music Indonesia) towarzyszyła kampania promocyjna w największych rozgłośniach radiowych Indonezji. Piosenka „About being alone” dotarła do 3. miejsca National Chart Indonesia, jednak największym przebojem Josefa w tym kraju stał się jego drugi singiel promujący płytę pt. „Closer to you” piosenka osiągnęła pierwsze miejsce na listach kilku indonezyjskich rozgłośni radiowych.

## Po 2010
W lutym 2010 roku Josef zerwał kontrakt z Warner Music Poland, odzyskując wyłączne prawa producenckie do wszystkich swoich piosenek wydanych przez Warner Poland na płycie „About being alone” z 2009 roku. W 2011 roku po powrocie do Los Angeles, Josef podpisał kontrakt z niezależną amerykańską wytwórnią i agencją menadżersko-artystyczną z filiami w Bostonie i Nowym Jorku; Tuscan Villa Entertainment (wśród artystów TVE m.in. Rakim), której współwłaścicielem jest Lennie Petze,  pracujący wcześniej w wytwórniach Epic i BMG, producent i mentor m.in. Cyndi Lauper i Sade. Pod koniec 2011 roku rozpoczęły się prace nad pierwszą płytą Josefa Hedingera w Stanach Zjednoczonych, główne nagrania miały miejsce w studiach w Los Angeles, Bostonie i Fort Smith. Produkcją albumu obok Josefa zajął się Hirsh Gardner, producent muzyczny, były lider amerykańskiej grupy rockowej New England. W wyniku współpracy z Tuscan Villa Entertainment i Hirshem Gardnerem powstał materiał muzyczny składający się z 14 piosenek (11 z płyty „About being alone” z 2009 roku w nowych aranżacjach Hirsha Gardnera, oraz 3 nowych kompozycji Josefa: „End of The World”, „Play The Game” oraz „Body Armor”). Ostatecznie jednak drogi Tuscan Villa Entertainment i Josefa Hedingera rozeszły się w 2012 roku, a przygotowany materiał nie został oficjalnie wydany.
W 2013 roku Josef Hedinger po kilkuletniej przerwie na rynku polskim powrócił z nowym singlem. Piosenka „End of The World” owoc współpracy z producentem Hirshem Gardnerem trafiła do polskich rozgłośni radiowych w sierpniu 2013.
W 2016 rozpoczął współpracę z firmą wydawniczą PhilMar oraz legendarnym kalifornijskim studiem nagrań Record Plant z Los Angeles jak autor i kompozytor.
W 2019 roku został zaproszony przez polski zespół Sound’n’Grace do współpracy nad płytą Początek. Wspólnie z zespołem, Josef wydał w 2020 roku singiel Cut Through nad którym pracowali także Bruno Mars, Philip Lawrence i Jeeve (a.k.a. Jean-Yves Ducornet).

## Dyskografia
| Tytuł             | Dane dot. albumu |
| ----------------- | --- |
| About Being Alone | Data: kwiecień 2009 - Wydawca: Warner Music Poland, - Wydawca: Warner Music Indonesia - Format: CD, digital download |

## Single w polskich rozgłośniach radiowych
- 2008 – „About being alone”
- 2009 – „Let me be yours” (ekskluzywnie na antenie Radia Plus)
- 2009 – „One wish us”
- 2013 – „End of The World”
- 2020 – "Cut Through" feat. Sound’n’Grace[21]

| Rok  | Tytuł                             | Najwyższe pozycje na listach | Najwyższe pozycje na listach | Najwyższe pozycje na listach | Najwyższe pozycje na listach | Najwyższe pozycje na listach | Album                          |
| Rok  | Tytuł                             | RMF MAXX                     | Zet                          | Eska                         | Plus                         | Radio Zachód                 | Album                          |
| ---- | --------------------------------- | ---------------------------- | ---------------------------- | ---------------------------- | ---------------------------- | ---------------------------- | ------------------------------ |
| 2008 | „About Being Alone”               | –                            | 1                            | 1                            | –                            | –                            | About Being Alone              |
| 2009 | „Let me be yours”                 | –                            | –                            | –                            | N                            | –                            | About Being Alone              |
| 2009 | „One wish us”                     | 6                            | –                            | 8                            | –                            | –                            | About Being Alone              |
| 2013 | „End of the world”                | –                            | –                            | –                            | –                            | N                            | –                              |
| 2020 | „Cut Through” feat. Sound’n’Grace | –                            | –                            | –                            | –                            | –                            | Początek (album Sound’n’Grace) |

## Teledyski
| Tytuł                       | Rok  | Reżyseria        | Album                          | Źródło |
| --------------------------- | ---- | ---------------- | ------------------------------ | ------ |
| „About Being Alone”         | 2009 | Mariusz Lisiecki | About Being Alone              | [ 25 ] |
| "Cut Through" (lyric video) | 2021 | Callum Stamp     | Początek (album Sound’n’Grace) | [ 26 ] |

## Nagrody i wyróżnienia
| Konkurs             | Kategoria                                           | Tytułem                | Nota      | Źródło |
| ------------------- | --------------------------------------------------- | ---------------------- | --------- | ------ |
| Sopot Festival 2009 | Najlepszy wykonawca zagraniczny; Bursztynowy Słowik | Za "About Being Alone" | Nominacja | [ 27 ] |